# Famille de Brucken
La famille von Brücken est une ancienne famille noble de la Lorraine allemande qui tire son nom du village de Bliesbruck.
Le premier seigneur von Brücken connu est Walter I (vers 1130-1155) qui épousa Y. de Gerbéviller. Leur fils ainé Walter II hérita des domaines patrimoniaux de Bliesbruck. Leur fils cadet Brunon hérita de la seigneurie de Rosières où il fit souche et dont il releva le nom.
Walter II est témoin en 1180 d’une charte de Louis de Sarrewerden par laquelle ce dernier confirme la donation faite par son grand-père Frédéric I de Sarrewerden en faveur de l’abbaye de Wörschweiler qu’il avait fondée avec son épouse Gertrude.
En 1240 Walter III von Brücken fait don à l’abbaye de Wörschweiler de ses dimes de Léning avec l’accord de son épouse Mechtilde, de ses fils et de ses suzerains Frédéric de Linange et Henri de Deux-Ponts.
En 1242 les von Brücken sont en possession de domaines à Grostenquin et à partir de 1307 ils se nomment seigneurs de Hingsange, un fief relevant de la principauté épiscopale de Metz.
Les von Brücken sont également seigneurs haut-justiciers à Welferding, un fief de l’abbaye de Tholey et de l’archevêque de Trèves. En 1263 les frères Walter IV, Jean III et leur beau-frère Jean de Varsberg signent avec l’abbé de Tholey un contrat relatif à leurs biens à Welferding.
Vers 1276 les von  Brücken héritèrent en outre d’une partie de la seigneurie de Dagstuhl en Rhénanie-Palatinat.
La famille s’est éteinte en ligne masculine en 1469 à la mort de Walter VI chanoine de Trèves et de Cologne.